# 庚申換局
庚申換局（경신환국、キョンシンファングク）は、朝鮮王国の19代国王・粛宗治世下の1680年、西人派の官僚が南人派に代わって政治の執権を握った政変。

## 概要
1680年3月、南人の重臣である許積が許可なく勝手に宮中の天幕を使用した「油幄事件」と呼ばれる事件が発生した。これをきっかけにして粛宗は南人政権に強い不信感と疑惑を抱くようになり、換局と呼ばれる政権交代を準備した。換局は、南人派の訓錬大将だった柳赫然の解任とそれに代わる西人の金万基の補任に始まり、その後、南人の中央軍営の隊長らまでもがことごとく更迭され、彼らの後任に西人が任命されて南人は徐々に政治的立場が弱くなっていった。
その間、西人の重臣で王族とも外戚関係にあった金錫冑が南人の密かな動きを秘密裏に調べ上げ、南人らの反逆陰謀事件を暴露して決定的なダメージを与えた。金錫冑曰く、許積の庶子である許堅が兵力を背景に、粛宗に代わり王位に就くことが可能な、三福と呼ばれる王族と結託して粛宗に反逆を図ったとする。
庚申換局はこの一連の動きを背景に進行し、甲寅礼訟に引き続いて政権交代がなされた。金錫冑は庚申換局後も権力を掌握することになる。

## 油幄事件
1680年3月28日、南人の許積は、自身の祖父が諡を受けるのを祝う延諡宴を催した。許積は宮中で強大な権力を持っていたため、各司と全国八道および文武百官が集まった。しかし、「祭に来る者のうち、金錫冑と金万基は殺される」という噂が流れた。許積は金両氏を招待するために書状を五回ずつ送ったが、噂を十分に知っていた金錫冑は病気を理由に欠席し、金万基はあえて延諡宴に遅刻し、毒殺を恐れて他人の杯を奪って飲み、自らは順杯が来ても受け取らなかった。その時、たまたま雨が降っていたので、粛宗がこれを心配して特別に宮中で使う油を引いた天幕と日よけを持って行ってあげなさいと命じたが、許積がすでに天幕を無断で持ち出していた。それに対して粛宗は気分を害し、侍臣に様子を探らせた。侍臣が探った結果、祭に参加していたほとんどが南人で西人はわずかだった。
そこで、粛宗は王宮の門を閉じるなと命じたうえで、柳赫然・申汝哲・金万基を牌招した。そして訓錬大将を柳赫然から金万基に、さらに摠戎使には申汝哲といったように西人が大胆に登用され、大挙して要職を占めた一方で、南人は辞職したり追放されたりした。また、「油幄事件」は「遮日事件」とも呼ばれる。

## 庚申換局が描かれた作品
テレビドラマ
- 『妖婦 張禧嬪』（1995年、SBS）
- 『張禧嬪-チャン・ヒビン-』（2002年～2003年、KBS）
- 『チャン・オクチョン-張禧嬪-』（2013年、SBS）